# Fred Crane
Fred Crane, właściwie Herman Frederick Crane (ur. 22 marca 1922 w Nowym Orleanie, zm. 21 sierpnia 2008 w Atlancie) – amerykański aktor filmowy i telewizyjny, znany z roli Brenta Tarletona w filmie Przeminęło z wiatrem (1939).
Jego ojciec był dentystą. Fred Crane dorastał wraz z dwójką braci na General Pershing Street. Gdy miał 20 lat, matka wysłała go do Hollywood. Pracował w zoo, by zarobić pieniądze. Po kilku miesiącach udał się wraz z kuzynką Leatrice Joy Gilbert (córką Leatrice Joy) na przesłuchania do Przeminęło z wiatrem. Selznick podpisał z nim kontrakt na 13 tygodni.
Był pięciokrotnie żonaty: z Marcelle Dudley (1940–1946), Ruth Ceder (1946–1959), Barbarą Jeanne Garoutte (12 marca 1960 – 1975), Anitą Cohen (26 czerwca 1976 – 1998) i z Terry Lynn Halfacre (1999 – 21 sierpnia 2008).